# Rosiers-de-Juillac
 Rosiers-de-Juillac  (en occitano Rosiérs) es una comuna y población de Francia, en la región de Lemosín, departamento de Corrèze, en el distrito de Brive-la-Gaillarde y cantón de Juillac.
Su población en el censo de 2008 era de 183 habitantes.
Está integrada en la Communauté de communes Juillac-Loyre-Auvézère.

## Demografía
| 204 | 232 | 208 | 205 | 200 | 194 | 183 |
| Para los censos de 1962 a 1999 la población legal corresponde a la población sin duplicidades (Fuente: INSEE [Consultar]) |     |     |     |     |     |     |